# Another Man's Poison
Veneno para tus labios es una película dramática británica de 1951 dirigida por Irving Rapper y protagonizada por Bette Davis , Gary Merrill y Emlyn Williams . El guion de Val Guest está basado en la obra Deadlock de Leslie Sands.

## Sinopsis
Un hombre intenta hacer todo lo posible para sacarse de encima a una mujer que cree que éste mató a su esposo.

## Reparto
- Bette Davis como Janet Frobisher
- Gary Merrill como George Bates
- Emlyn Williams como el Dr Henderson
- Anthony Steel como Larry Stevens
- Barbara Murray como Chris Dale
- Reginald Beckwith como el señor Bigley
- Edna Morris como la Señora Bunting

## Recepción
The New York Times describió la película como "una excursión locuaz pero ocasionalmente interesante hacia el asesinato y el amor no correspondido... el guion ... es básicamente un asunto estático que rara vez escapa de sus escenarios o de la verbosidad del guionista. El suspenso solo se genera irregularmente y luego se disipó rápidamente... Gary Merrill contribuye con una interpretación completamente experimentada y convincente... Emlyn Williams agrega una caracterización pulida profesionalmente... y Anthony Steel y Barbara Murray son adecuados... Sin embargo, Another Man's Poison es estrictamente la carne de Bette Davis. Se le permite una amplia latitud de histrionismo al delinear al neurótico diseñador que es un asesino tan duro como cualquiera que hayamos visto en el pasado reciente".